# Kitab al-Fíhrist
El Kitab al-Fíhrist (àrab: كتاب الفهرست, ‘Llibre de l'índex’) és un compendi del coneixement i la literatura de la cultura islàmica del segle x compilat per Ibn an-Nadim (mort el 998). Fa referència a uns 10.000 llibres i a 2.000 autors. Aquesta font crucial de la literatura araboislàmica medieval, que recull notícies de les antigues civilitzacions hel·lènica, romana, siríaca, persa i índia, recull, de primera mà, els noms d'autors, llibres i relats que d'altra manera s'haurien perdut totalment. El Fíhrist és una prova de la set de coneixement d'Ibn an-Nadim en el context de l'emocionant i sofisticat entorn de l'elit intel·lectual de Bagdad. Com a registre de la civilització transmesa a través de la cultura musulmana al món occidental, proporciona material clàssic únic i vincles amb altres civilitzacions.

## Contingut
El Fíhrist indexa els autors juntament amb detalls biogràfics i crítica literària de la seva obra. L'interès d'Ibn an-Nadim va des de les religions i els costums a les ciències, però també inclou facetes obscures de la història islàmica medieval: treballs sobre superstició, màgia, drama, poesia, sàtira i música de Pèrsia, Babilònia i l'Imperi Romà d'Orient. A Ibn an-Nadim li atrau tot, també allò mundà, allò estrany, allò prosaic i allò profà. Ibn an-Nadim va seleccionar i catalogar lliurement la rica cultura del seu temps a partir de diverses col·leccions i biblioteques. Els autors i les obres s'ordenen en tractats (maqala) i en gèneres (fann) i, dins de cadascun d'aquests, sembla predominar el criteri cronològic, tot i que no tots els investigadors estan d'acord amb aquesta afirmació, ja que a vegades sembla que es trenqui el criteri cronològic. Tanmateix, estudis com el d'Stewart mostren que, si hom analitza l'obra d'Ibn an-Nadim, tenint en compte la voluntat d'ordenar cronològicament les informacions, això permet entendre millor el mètode de composició i la ideologia d'Ibn al-Nadim.
El Fíhrist mostra la riquesa, l'abast i l'amplitud del coneixement històric i geogràfic difós en la literatura de l'Edat d'Or islàmica, des de la cultura de l'època fins a les antigues civilitzacions de Síria, Grècia, Índia, Roma i Pèrsia. De fet, poc és el que sobreviu dels llibres perses enumerats per Ibn an-Nadim, de forma que és gràcies a aquesta obra que podem conèixer gran part de la cultura persa antiga.
L'objectiu de l'autor, exposat en el prefaci, és indexar tots els llibres en àrab, escrits tant per àrabs i com per no àrabs, així com el seu contingut amb relació a diverses ciències, amb notícies de qui els van escriure així com referències a les relacions intel·lectuals entre els autors, l'any de naixement, la durada de la vida i l'any de defunció, els llocs on van viure, les seves virtuts i defectes, i això des de l'inici de la formació de cada ciència fins a l'època de l'autor (987).
L'índex, com a forma literària, ja existia a la tradició islàmica, i s'anomenaven tabaqat, ‘categories’. Coetani a Ibn an-Nadim, a la cort dels omeies de Còrdova, l'erudit andalusí Abu-Bakr az-Zubaydí escriu Ṭabaqat an-naḥwiyyín wa-al-lughawiyyín (‘Categories dels gramàtics i lingüistes’), una enciclopèdia biogràfica dels primers filòlegs àrabs de les escoles de Bassora, Kufa i Bagdad, especialitzats en gramàtica àrab i tafsir o exegesi alcorànica, obra que recull gran part del material citat al tractat 2 del Fíhrist.

## Estructura
El Fíhrist, escrit l'any 987, es conserva en dues tradicions manuscrites: l'edició més completa conté deu maqales, que podem descriure com a tractats, llibres o capítols, dividits en un nombre variable de fanns, gèneres o capítols. Les sis primeres maqales són bibliografies detallades de llibres de temàtica clarament islàmica, mentre que les quatre restants tracten altres tradicions culturals:
- Llibre 1 Alcorà
  - 1.1 Llengua i cal·ligrafia
  - 1.2 Torà, Evangeli
  - 1.3 Alcorà
- Llibre 2 Gramàtica
  - 2.1 Gramàtics de Bassora
  - 2.1 Gramàtics de Kufa
  - 2.3 Gramàtics d'ambdues escoles
- Llibre 3 Hadit
  - 3.1 Historiadors i genealogistes
  - 3.2 Autors del govern
  - 3.3 Concubines, cantants i bufons
- Llibre 4 Poesia
  - 4.1 Poetes preislàmics i d'època omeia
  - 4.2 Poetes d'època abbàssida
- Llibre 5 Teologia i dogma
  - 5.1 Sectes islàmiques; el mutazilisme
  - 5.2 El xiisme, la teoria de l'imamat i el zaidisme
  - 5.3 La mújbira (els deterministes) i l'atharisme (tradicionalistes)
  - 5.4 Els kharigites
  - 5.5 Els ascetes
- Llibre 6 Dret
  - 6.1 Màlik ibn Anas
  - 6.2 Abu-Hanifa
  - 6.3 Aix-Xafií
  - 6.4 Dàwud ibn Alí
  - 6.5 Autoritats legals (xiisme i ismaïlisme)
  - 6.6 Juristes del hadit
  - 6.7 At-Ṭabarí
  - 6.8 Juristes de la xura
- Llibre 7 Filosofia i ciències antigues
  - 7.1 Filosofis; filòsofs grecs, al-Kindí et al.
  - 7.2 Matemàtica i astronomia
  - 7.3 Medicina grega i medicina islàmica
- Llibre 8 Literatura d'entreteniment
  - 8.1 Rondallaires i llegendes
  - 8.2 Exorcistes, malabaristes, conjuradors i mags
  - 8.3 Faules i altres temes
- Llibre 9 Doctrines religioses
  - 9.1 Els sabeus (maniqueus, daysaniyya, khurramiyya, marcionites i altres sectres)
  - 9.2 Doctrines (maqalat) dels hindús, dels budistes i dels xinesos)
- Llibre 10 Alquímia

Ibn al-Nadim afirma que ha vist totes les obres enumerades o que es basa en fonts acreditades.
L'edició més curta conté, a més del prefaci i la primera secció del primer llibre sobre les escriptures i els diferents alfabets, només els quatre últims llibres, és a dir, les traduccions àrabs del grec, del siríac i d'altres llengües, juntament amb els llibres àrabs escrits sobre el model d'aquestes traduccions. Potser era el primer esborrany i l'edició més llarga, que és la que generalment s'edita, n'era una extensió.
Ibn an-Nadim sovint esmenta la mida i el nombre de pàgines d'un llibre, per evitar que els copistes enganyin els compradors entabanant-los amb versions més curtes. També esmenta les còpies de cal·lígrafs famosos, al·ludeix als bibliòfils i les seves biblioteques, i parla d'una subhasta de llibres i del comerç de llibres. En el primer llibre, tracta els alfabets de catorze pobles (els més comuns de transmissió literària medieval) i la seva manera d'escriure, així com parla del càlam i els útils per escriure, i del paper i les seves diferents varietats. Com que parteix de la base que caldrà traduir obres noves, per això inclou els catorze alfabets amb anotacions sobre les tècniques per apropar-s'hi.
Els seus llibres contenen seccions sobre els orígens de la filosofia, sobre la vida de Plató i Aristòtil, sobre 'origen de Les mil i una nits, reflexions sobre les piràmides, opinions personals sobre la màgia, la bruixeria, la superstició i l'alquímia, etc. El capítol dedicat al que l'autor anomena «històries per anar a dormir» i a les «faules» conté una gran quantitat de material d'origen persa.
Inclou nombrosos consells sobre com copiar o cuidar els llibres, explicant en detall les tècniques de cal·ligrafia de l'època i esmentant l'obra de diversos artistes i bibliotecaris. Parteix de la base que caldrà traduir obres noves i per això inclou catorze alfabets amb anotacions sobre les tècniques per apropar-s'hi. Igualment aborda la part material de l'escriptura, amb atenció als estris i suports.
En l'apartat sobre obres anònimes de contingut variat hi ha una secció dedicada als «llibres perses, indis, romans i àrabs sobre relacions sexuals en forma d'històries excitants», que inclou el Llibre de Bahrām-doḵt sobre el coit. A continuació hi ha un capítol sobre llibres perses, indis, etc. sobre endevinació, un altre de llibres de «totes les nacions» sobre l'equitació i les arts de la guerra, seguit de tractats d'equitació i de falconeria.

## Manuscrits i edicions

### Manuscrits
S'han conservat força manuscrits de l'obra original, tot i que no tots complets. A la Biblioteca Nacional de França, per exemple, s'hi conserven dos manuscrits: BnP, Arabe 4457, un manuscrit del 627 de l'Hègira (1229-1230), i Arabe 4458, un manuscrit copiat el 1846 a partir d'un exemplar conservat a la Biblioteca Koprülü, a Istanbul, per encàrrec de M. de Slane. En aquesta biblioteca turca, per exemple, s'hi conserven dos manuscrits, ms. 1134 i ms. 1135.
Un manuscrit interessant és el de la Biblioteca Chester Beatty, a Dublín (ms. 3315). Conté fins a la secció 1 del llibre 5 i és cal·ligrafiat amb lletra en estil naskhi. Va pertànyer a l'historiador Àhmad ibn Alí al-Maqrizí. Sembla que el manuscrit Beatty seria una còpia de l'original, que hauria escapat a la destrucció de Bagdad el 1258. L'haurien dut a Damasc, on el 1423 al-Maqrizí el va adquirir. Durant els aldarulls que van succeir al voltant de la mort de Àhmad al-Jazzar (m. 1804), valí de l'eyalat de Sidó, el manuscrit, conservat a la biblioteca de la gran mesquita d'Acre, va ser robat i dividit i, posteriorment, la primera meitat va ser venuda per un comerciant de nom Yahudah al col·leccionista. Chester Beatty per la seva biblioteca de Dublín.

### Edicions
Gustav Flügel va fer una primera edició crítica de l'obra, publicada pòstumament el 1871 (Kitab al-Fihrist, Leipzig, Vogel, 1871), en la qual hi manca la secció 1 del llibre 5, relativa a les sectes mutazilites.
En 1970 l'arabista Bayard Dodge en va fer una traducció completa a l'anglès que, tot i basar-se en l'edició de Flügel, tenia en compte molts més manuscrits: The Fihrist of al-Nadīm: A Tenth-Century Survey of Islamic Culture, Columbia University Press, Nova York i Londres, 1970.